# Eriosyce vertongenii
Eriosyce vertongenii là một loài thực vật có hoa trong họ Cactaceae. Loài này được (J.G.Lamb.) D.R.Hunt mô tả khoa học đầu tiên năm 1997.